# Trichomyia paenefalcata
Trichomyia paenefalcata är en tvåvingeart som beskrevs av Duckhouse 1978. Trichomyia paenefalcata ingår i släktet Trichomyia och familjen fjärilsmyggor. Inga underarter finns listade i Catalogue of Life.